# Yajima Kiichi
Yajima Kiichi (矢島 輝一 Yajima Kiichi, sinh ngày 6 tháng 4 năm 1995) là một cầu thủ bóng đá người Nhật Bản. Anh thi đấu cho FC Tokyo.

## Sự nghiệp
Yajima Kiichi gia nhập FC Tokyo năm 2016. Ngày 13 tháng 3 năm anh ra mắt ở J3 League (v SC Sagamihara).